# Obojań
Obojań, ros. Обоя́нь – miasto w Rosji, w obwodzie kurskim, 60 km na południe od miasta Kursk. W 2008 roku miasto miało 13 706 mieszkańców.

## Galeria zdjęć

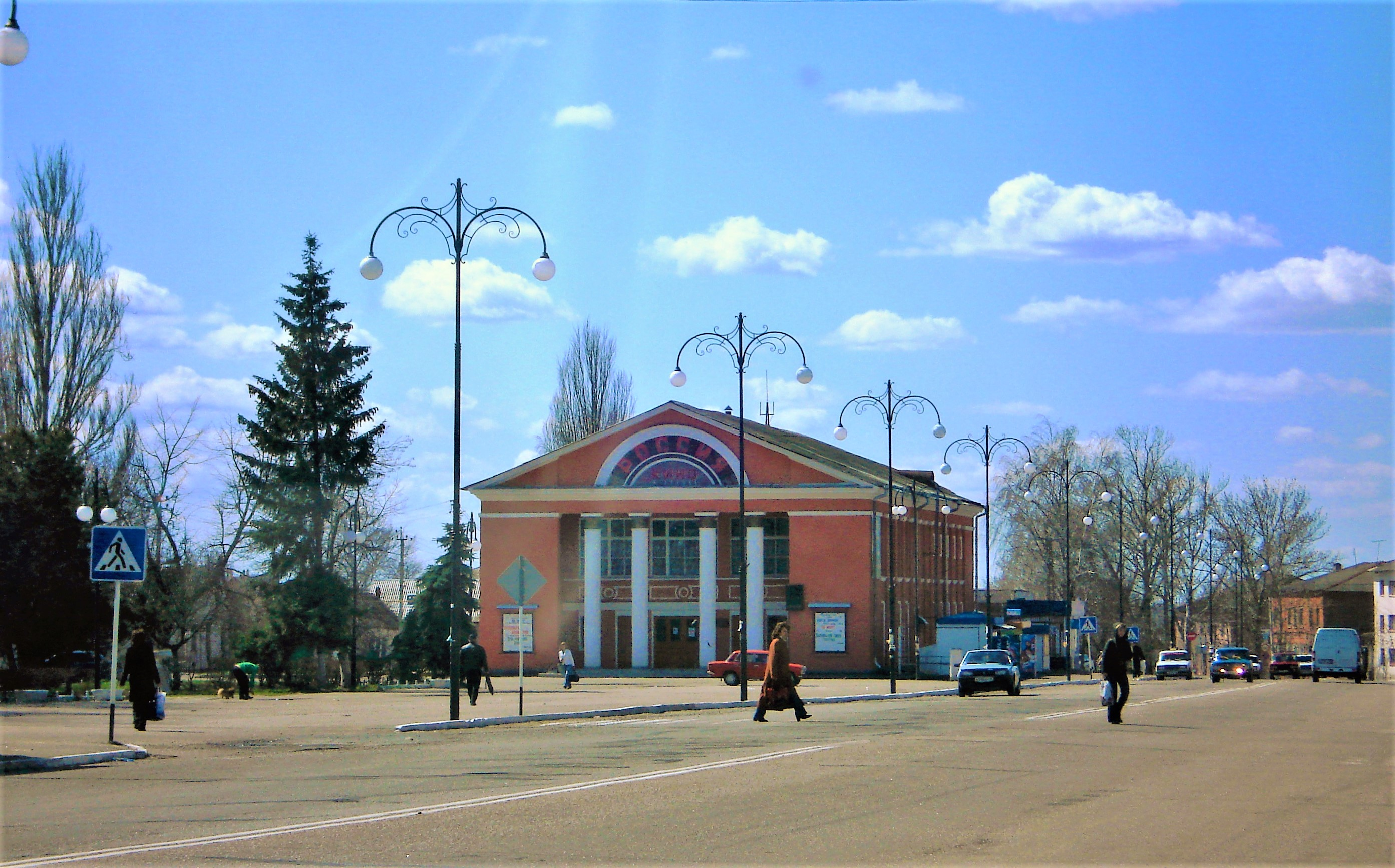
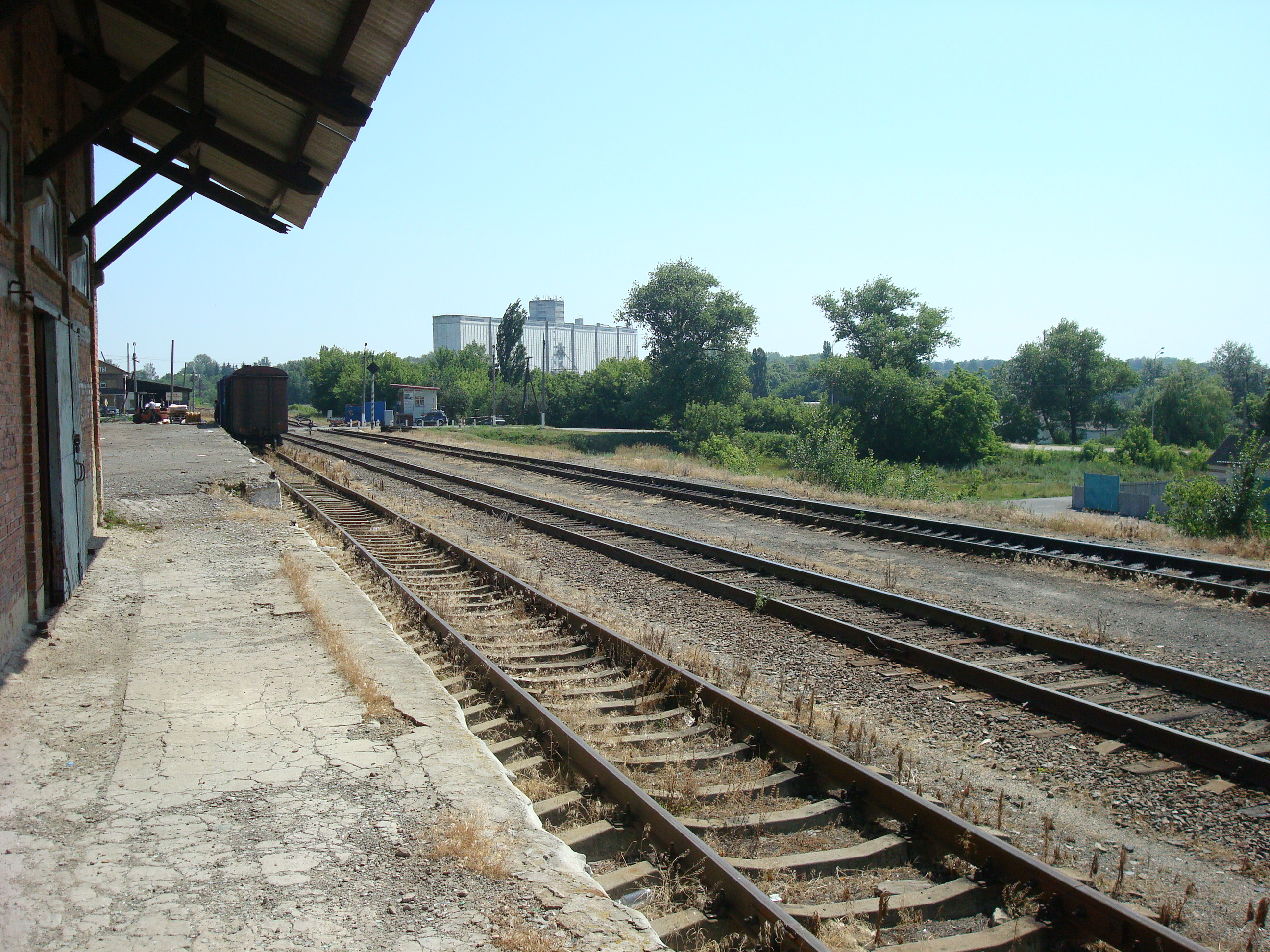
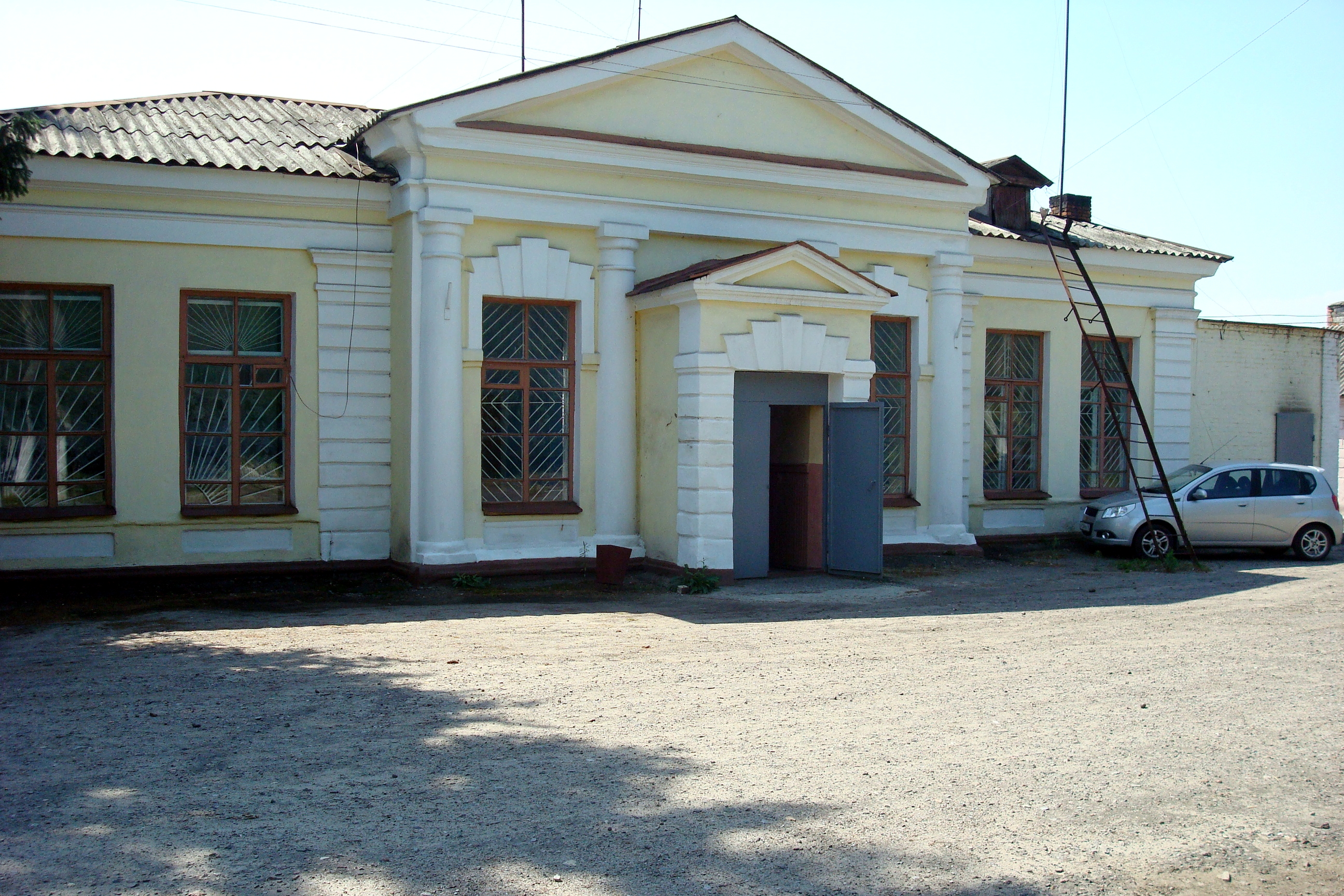
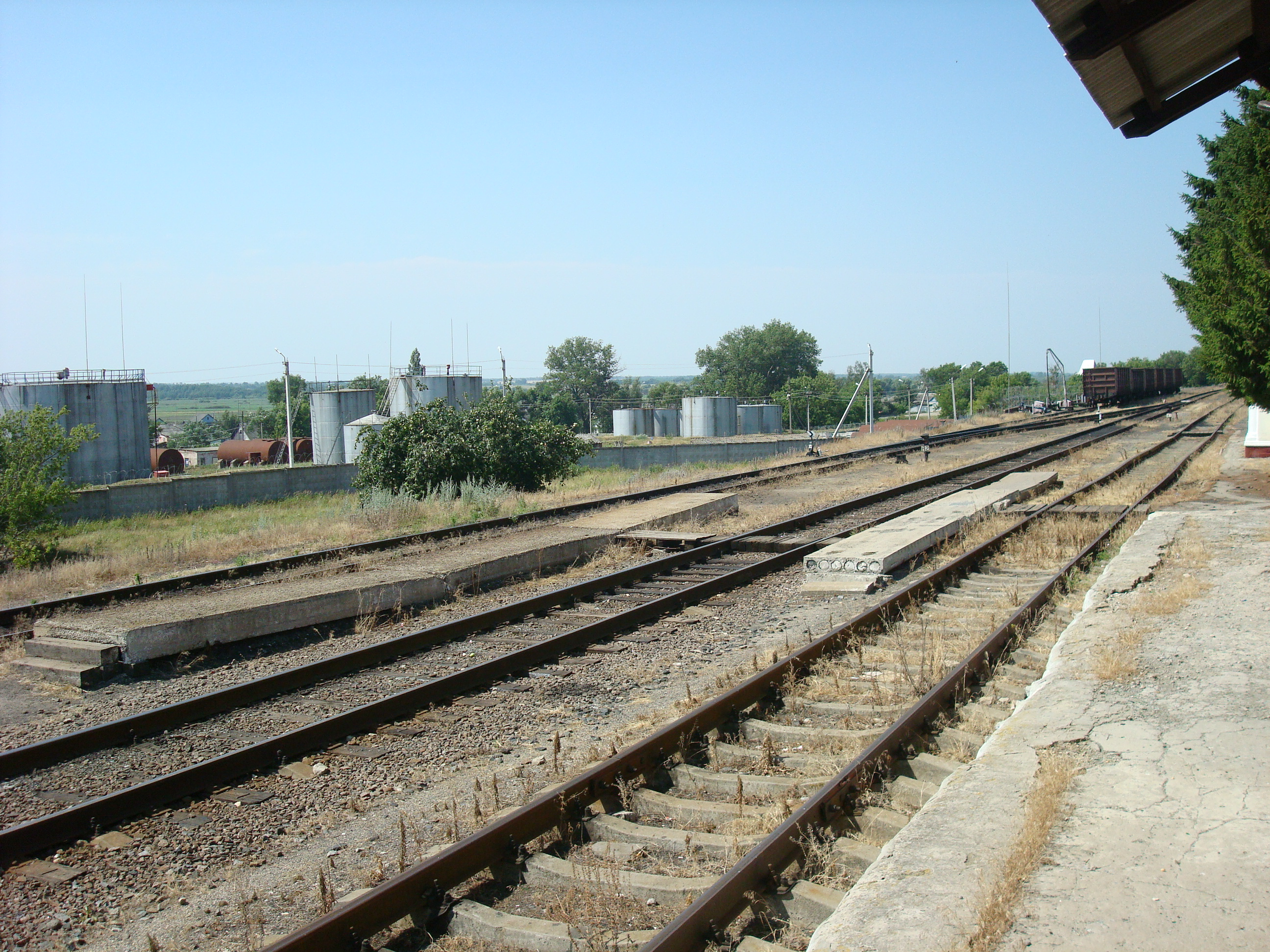
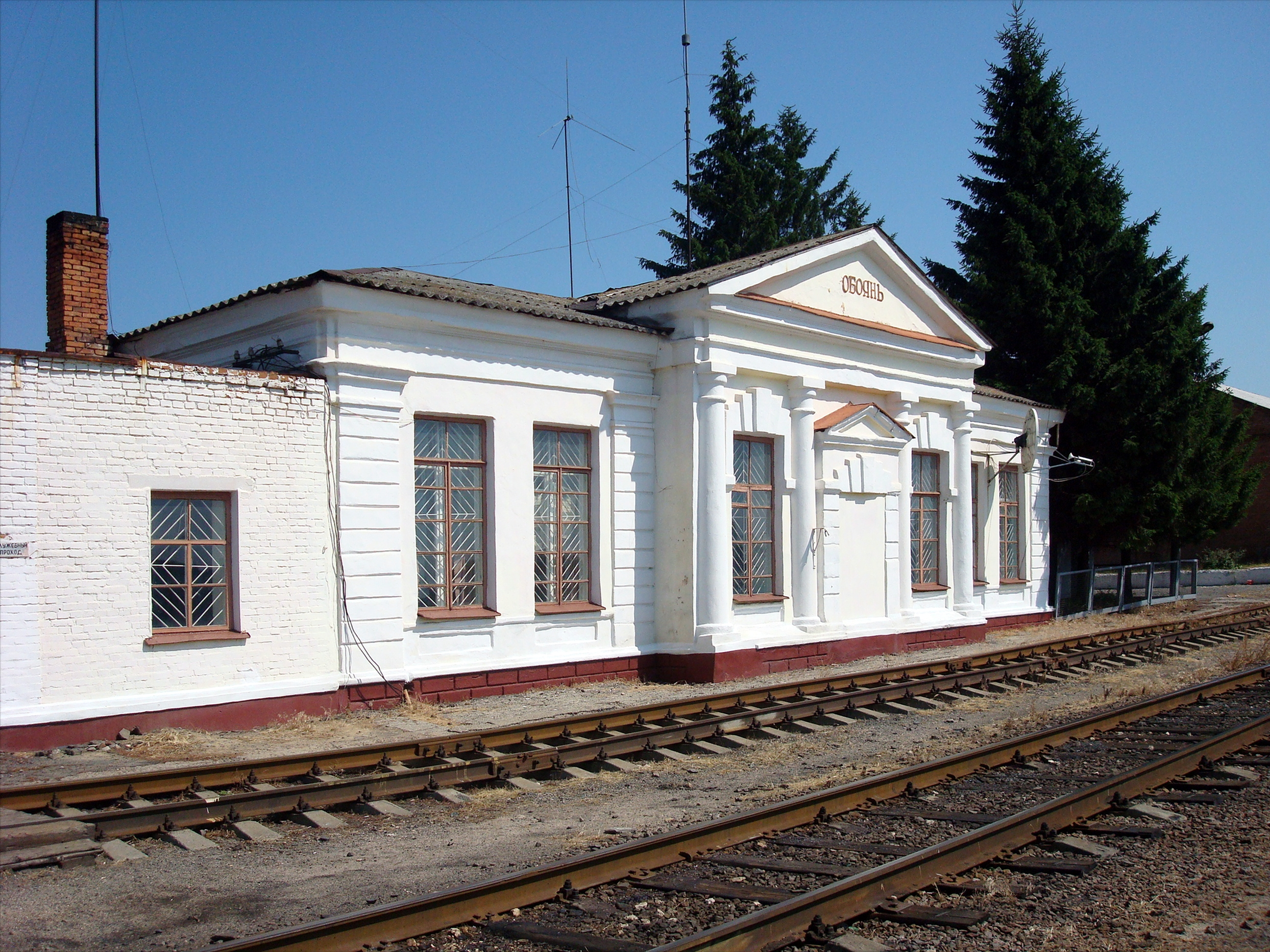
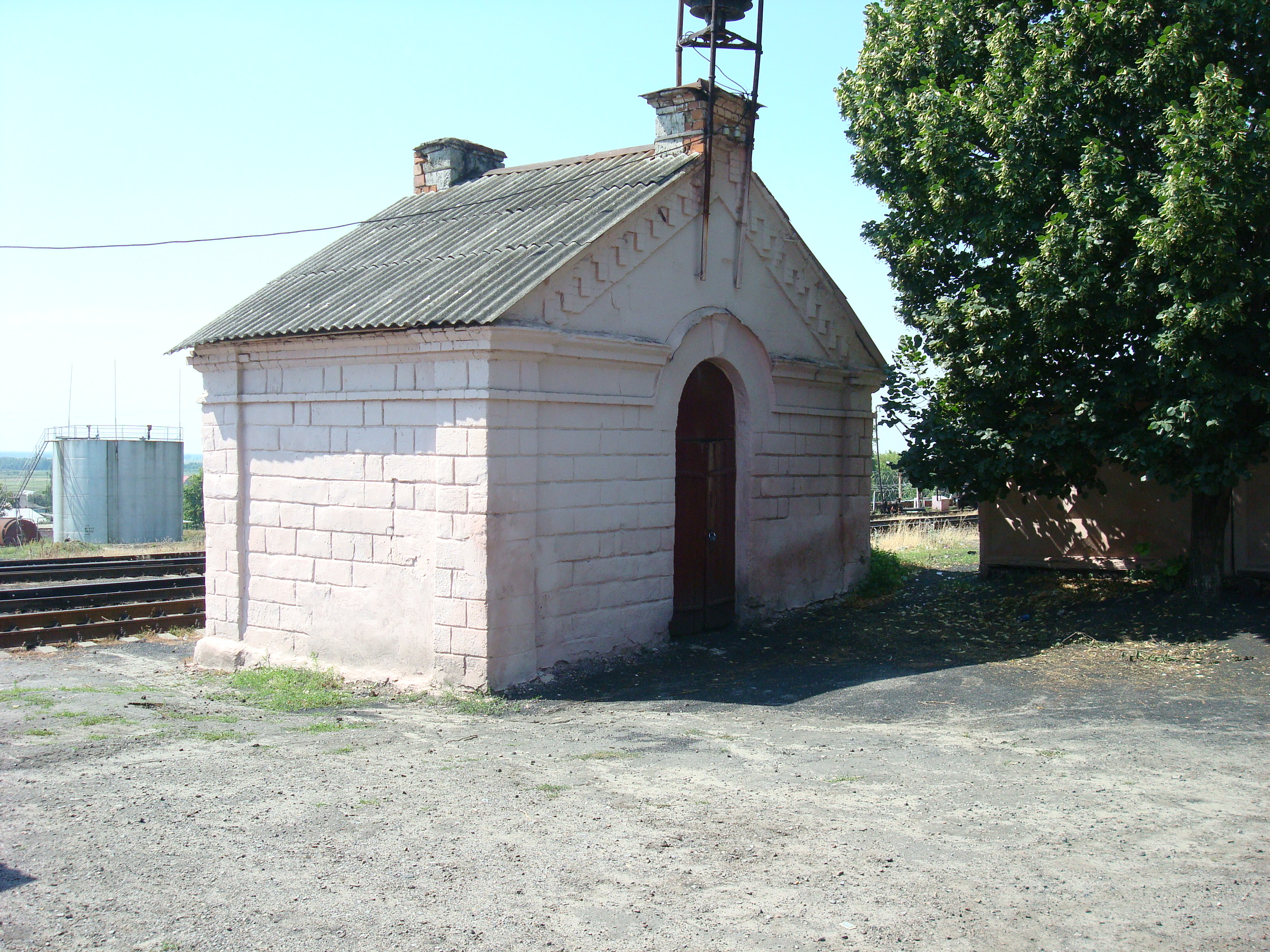